# Marbache
Marbache är en kommun i departementet Meurthe-et-Moselle i regionen Grand Est (tidigare regionen Lorraine) i nordöstra Frankrike. Kommunen ligger i kantonen Pompey som tillhör arrondissementet Nancy. År 2022 hade Marbache 1 671 invånare.

## Befolkningsutveckling
Antalet invånare i kommunen Marbache
| Referens: INSEE |